# Gösta Sundberg (målare)
Gösta Olof Kristofer Sundberg, född 22 februari 1895 i Eskilstuna, död 16 februari 1922 i Florens i Italien (kyrkobokförd i Eskilstuna), var en svensk målare och grafiker.
Sundberg studerade vid Kungliga konsthögskolan i Stockholm 1915–1918 och bedrev samtidigt studier vid Axel Tallbergs etsningskurs 1915–1917. Han var efter studierna verksam som konstnär. 